# كلير ألان
كلير ألان (بالإنجليزية: Claire Allan) هي لاعبة اتحاد الرغبي بريطانية، ولدت في 7 مايو 1985.

## وصلات خارجية
- كلير ألان على موقع اللجنة الأولمبية الدولية (الإنجليزية)
- كلير ألان على موقع أوليمبيديا (الإنجليزية)
- كلير ألان على موقع اللجنة الأولمبية البريطانية (الإنجليزية)